# Kaple svatého Jana Nepomuckého (Miletín)
Kaple svatého Jana Nepomuckého v Miletínských lázních je římskokatolická kaple z 18. století nacházející se nedaleko města Miletína v katastru sousední obce Rohoznice.

## Historie
Kaple je doložena již k roku 1750, kdy byla vybudována v objektu Miletínských lázní, či též Svatojanských lázní „k pohodlí lázeňských hostí“. Její výstavbu nařídila tehdejší majitelka panství v Miletíně, hraběnka Anna Maria z Kolowrat. Její stavba je zároveň považována i jako nejpozdnější datum zřízení instituce Miletínských lázní. Výstavba kaple byla završena roku 1752 a následně 30. července byla vysvěcena Janem Janovským z Janovic, kanovníkem z Hradce Králové. Později byla nedaleko kaple postavena i dřevěná ubytovna pro hosty lázní.
Rekonstrukce se kaple dočkala až v 90. letech 20. století, ovšem finální úpravy skončily až na jaře v roce 2011. Tentýž rok se u kaple konala Svatojánská pouť, jíž se účastnil i bělohradský farář Grzegorz Puszkiewicz a kapli při oslavě vysvětil. Uvnitř kaple je vystavena soška svatého Jana Nepomuckého.